# (55808) 1994 RN
(55808) 1994 RN es un asteroide  perteneciente al cinturón de asteroides, descubierto el 7 de septiembre de 1994 por el equipo del Observatorio Astronómico de Santa Lucia di Stroncone desde el Observatorio Astronómico de Santa Lucia di Stroncone, Stroncone, Italia.

## Designación y nombre
Designado provisionalmente como 1994 RN.

## Características orbitales
1994 RN está situado a una distancia media del Sol de 3,182 ua, pudiendo alejarse hasta 3,312 ua y acercarse hasta 3,052 ua. Su excentricidad es 0,041 y la inclinación orbital 9,547 grados. Emplea 2072,96 días en completar una órbita alrededor del Sol.
Los próximos acercamientos a la órbita de Júpiter ocurrirán el 2 de noviembre de 2034, el 12 de agosto de 2045 y el 20 de febrero de 2132.
Pertenece a la familia de asteroides de (490) Veritas.

## Características físicas
La magnitud absoluta de 1994 RN es 14,71. Tiene 5,770 km de diámetro y su albedo se estima en 0,101.